# Vito Kapo
Vito Kapo, född 1922, död 2020, var en albansk politiker (kommunist). 
Hon var ordförande för Albanska kvinnors union 1952-1982; minister för livsmedelsindustrin 1982-1987, och minister för lätt industri 1987-1990. 